# Deutsche Badminton-Mannschaftsmeisterschaft 1961/62
Die Deutsche Badminton-Mannschaftsmeisterschaft 1961/62 bestand aus einer regionalen Ligenrunde, auf welche eine Zwischenrunde in vier Gruppen folgte. Die vier Sieger qualifizierten sich für das einrundige Halbfinale, auf welches das Finale am 20. Mai 1962 in Bonn folgte. Meister wurde der MTV München von 1879, welcher im Endspiel den VfB Lübeck mit 5:3 besiegte.

## Zwischenrunde

### Gruppe Nord
- 1. VfB Lübeck
- 2. BSC Rehberge 1945
- 3. Eintracht Aumund
- 4. Hamburger FC 55

### Gruppe Mitte
- 1. Merscheider TV
- 2. 1. Wiesbadener BC
- 3. Hannover 96

### Gruppe Südwest
- 1. 1. DBC Bonn
- 2. TuS Wiebelskirchen
- 3. PSV Bad Kreuznach

### Gruppe Süd
- 1. MTV München von 1879
- 2. TSV 1948 Eningen
- 3. Freiburger FC
- 4. PSV Ludwigshafen

## Halbfinale
1. DBC Bonn – MTV München von 1879 3:5

VfB Lübeck – Merscheider TV 4:4 (11:10)

## Finale
MTV München von 1879 – VfB Lübeck 5:3

## Endstand
- 1. MTV München von 1879
(Gunther Rathgeber, Gerö Maier, Günter Ledderhos, Rupert Liebl, Heide Bichler, Renate Uschold, Christine Fuchs)
- 2. VfB Lübeck
(Jürgen Jipp, Uwe Schicktanz, Ulrich Adler, Willy Suhrbier, Manfred Puck, Anneli Hennen, Annegret Böhme)
- 3. 1. DBC Bonn
(Ralf Caspary, Kurt Hennes, Walter Huyskens, Günter Kirch, Klaus Walter, Ursula Verhoeven, Gerda Schumacher)
- 3. Merscheider TV
(Klaus Dültgen, Konrad Hapke, Dieter Füllbeck, Hartmut Meis, Peter Besken, Heide Hau, Gitti Neuhaus)